# Vallon-Pont-d'Arc
Koordinati: 44° 24’ 28" severne širine, 4° 23' 40" vzhodne dolžine
Vallon-Pont-d'Arc, prvotno Castrum de Avalone, je naselje in občina v jugovzhodnem francoskem departmaju Ardèche regije Rona-Alpe. Leta 2007 je naselje imelo 2.424 prebivalcev.

## Geografija
Kraj se nahaja v pokrajini Languedoc ob reki Ardèche, 23 km jugovzhodno od Largentièra.

## Uprava
Vallon-Pont-d'Arc je sedež istoimenskega kantona, v katerega so poleg njegove vključene še občine Balazuc, Bessas, Labastide-de-Virac,  Lagorce, Orgnac-l'Aven, Pradons, Ruoms, Salavas, Sampzon in Vagnas s 7.333 prebivalci.
Kanton je sestavni del okrožja Largentière.

## Zanimivosti
- Hôtel de Ville, nekdanji dvorec Ludvika XIII., zgrajen v letih 1630-1639, v njem se nahaja sedem tapiserij iz Aubussona iz obdobja križarskih vojn,
- cerkev sv. Saturnina, zgajena v letih 1862-1866 na temeljih nekdanje romanske cerkve,
- Vallon je središče prazgodovinskega in kulturnega turizma:
  - v bližini kraja leži jama Chauvet z najstarejšimi doslej odkritimi stenskimi poslikavami iz obdobja paleolitika (32.000 let pr. n. št.); za javnost ni odprta - v muzeju je razstavljen eksponat,
  - Naravni rezervat soteske reke Ardèche, ki se razprostira od naravnega mostu Pont-d'Arc, po katerem je kraj leta 1948 v turistične namene prevzel sedanje ime, do kraja Saint-Martin d'Ardèche.